# Kerry Gruson
Kerry Gruson   (Londres, 1947) és una periodista que pateix tetraplegia des que fou atacada per un soldat que estava entrevistant quan tenia 26 anys, i des d'aquell moment no ha deixat de plantejar-se reptes esportius difonent un profund esperit de superació.

## Biografia
Gruson va créixer a Europa. La feina de periodista dels seus pares, Sydney Gruson i Flora Lewis, la va fer viatjar per diversos indrets d'Europa durant la seva infantesa, un període en el qual ella va destacar acadèmicament i esportiva. Va anar al Harvard College dels Estats Units amb 17 anys per estudiar periodisme, i va treballar a Carolina del Nord i al Boston Herald.
Per informar de la guerra de Vietnam va entrevistar un soldat a Hawaii el 1974. El soldat la va estrangular per un trastorn d'estrès posttraumàtic, en confondre-la amb una dona vietnamita. La va deixar per morta a l'hotel, però un policia la va traslladar a l'hospital salvant-li la vida. Des d'aquell moment té tetraplegia, el coll torçat a l'esquerra i una veu molt tènue. Va assumir que tant ella com el soldat eren víctimes de la guerra, i mai s'ha deixat definir per la discapacitat, sinó que ha manifestat externament les seves ganes de viure amb diverses activitats. Va fer rehabilitació i va tornar a treballar de periodista al Miami News i al The New York Times durant 27 anys.
A la dècada del 1980 va començar a navegar i fer submarinisme, a partir del 2014 va començar a fer una triatló amb Cristina Ramírez, amb qui fundaria l'ONG ThumbsUp, a través de la qual han atret altres esportistes amb limitacions per a ser exemples de superació. Tots els esports els practica amb l'ajuda d'altres esportistes. El 2017 va participar en l'Ironman de Cozumel amb Caryn Lubetsky. A través de ThumbsUp fan presentacions a escoles i universitats per canviar les actituds sobre els esportistes amb capacitats diferents. Defensen el "poder transformador de l'esport" i qüestionen les actituds convencionals vers les limitacions. "Pas a pas, junts podem" és el lema de l'entitat.